# Alfred-Philibert-Victor de Chabrillan
Pour les autres membres de la famille, voir Guigues de Moreton de Chabrillan.
Alfred-Philibert-Victor Guigues de Moreton, marquis de Chabrillan, est un homme politique français né le 4 octobre 1800 à Paris où il est mort le 10 mars 1871. Membre de la Chambre des pairs de 1827 à 1848, il est monarchiste constitutionnel.

## Biographie
Fils d'Hippolyte-César Guigues de Moreton, marquis de Chabrillan, Alfred-Philibert-Victor de Chabrillan est membre du conseil général de la Drôme ; puis il entre le 14 juin 1827, à la Chambre des pairs par droit d'hérédité, pour y remplacer son beau-père, le comte de Saint-Vallier. Cette substitution a lieu en vertu d'une ordonnance royale du 25 décembre 1823 ; les lettres patentes du majorat sont datées de Saint-Cloud, le 4 juin 1827.
Il siège parmi les royalistes constitutionnels, et conserve son siège à la Chambre des pairs sous le règne de Louis-Philippe Ier.
À l'époque du procès du « 15 avril 1834 », il écrit au président de l'assemblée qu'il s'abstiendrait de siéger tant que la loi annoncée par l'article 28 de la Charte ne définirait pas d'une manière précise les crimes de haute trahison et les attentats à la sûreté de l'État, soumis à la juridiction de la Cour des pairs.
En plusieurs occasions, il témoigne de l'indépendance de ses opinions. Il rentre dans la vie privée à la révolution de Février 1848.

## Armoiries
| Figure | Blasonnement |
|        | Armes du marquis de Chabrillan, comte-pair héréditaire D'azur à la tour crénelée de cinq pièces, sommée de trois donjons, chacun crénelé de trois pièces, le tout d'argent, maçonné de sable, à la patte d'ours d'or, mouvant de quartier senestre de la pointe, et touchant la porte de la tour. |